# Front populaire d'Azerbaïdjan
Le Front populaire d'Azerbaïdjan (en azéri : Azərbaycan Xalq Cəbhəsi Partiyası) est un parti politique azerbaïdjanais fondé en 1992 par Aboulfaz Eltchibeï. Il s'est scindé en deux factions, une faction « réformée » et une faction « originelle », dirigées respectivement par Əli Kərimli et Mirmahmud Mirəlioğlu.
Lors des élections parlementaires de 2005, le parti n'a remporté qu'un siège. Il figure dans l'opposition au gouvernement  d'Artur Rasizada.
Le parti dispose d'un organe de presse : Azadliq.
Le parti subit la répression du régime de Ilham Aliyev. Des militants sont arrêtés, d'autres victimes de chantage.